# بنبروک (تگزاس)
بنبروک، تگزاس(به انگلیسی: Benbrook, Texas) شهری در ایالت تگزاس از ایالات جنوبی ایالات متحده آمریکا است. در سرشماری سال ۲۰۰۰، جمعیت این شهر ۲۴۰۰۰ نفر اعلام شد.